# Wahlkreis Torgau-Oschatz
Der Wahlkreis Torgau-Oschatz (Wahlkreis 33) war ein Landtagswahlkreis in Sachsen, der zur Landtagswahl 1994 gebildet wurde und letztmals zur Landtagswahl 2009 Bestandteil der Wahlkreiseinteilung war. Er umfasste zunächst das Gebiet des 1994 gebildeten Landkreises Torgau-Oschatz mit den Städten Belgern-Schildau (Gebiet der früheren Stadt Belgern), Dommitzsch, Mügeln, Oschatz und Torgau sowie den Gemeinden Arzberg, Beilrode, Cavertitz, Dreiheide, Elsnig, Großtreben-Zwethau, Liebschützberg, Mockrehna, Naundorf, Sornzig-Ablaß, Trossin, Wermsdorf und Zinna. Nach der sächsischen Kreisreform 2008 gehörte dieses Gebiet zum neugebildeten Landkreis Nordsachsen. Dennoch wurde der Wahlkreis in seiner Zusammensetzung nochmals zur Landtagswahl 2009 so gebildet. Bei dieser Landtagswahl waren 66.462 Einwohner wahlberechtigt. Zur Landtagswahl 2014 wurde das Gebiet des ehemaligen Wahlkreises Torgau-Oschatz auf die neugebildeten Wahlkreise Nordsachsen 2 und Nordsachsen 3 aufgeteilt. Bei allen vier Landtagswahlen von 1994 bis 2009 konnte der CDU-Politiker Frank Kupfer den Wahlkreis als Direktkandidat gewinnen.

## Wahl 2009
| Amtliches Endergebnis der Landtagswahl am 30. August 2009 in Sachsen im Wahlkreis 033 Torgau-Oschatz (Ergebnisse in Prozent) |

| Direktkandidat    | Partei          | Erststimmen in % | Zweitstimmen in % |
| ----------------- | --------------- | ---------------- | ----------------- |
| Frank Kupfer      | CDU             | 45,8             | 41,6              |
| Michael Sehrt     | Die Linke       | 20,1             | 20,4              |
| Liane Deicke      | SPD             | 9,6              | 10,0              |
| Steffen Heller    | NPD             | 7,8              | 8,3               |
| Bernd Biedermann  | FDP             | 12,5             | 10,6              |
| Tom-Michael Hesse | GRÜNE           | 4,0              | 3,9               |
| -                 | Tierschutz      | -                | 1,7               |
| -                 | PBC             | -                | 0,2               |
| -                 | BüSo            | -                | 0,2               |
| -                 | DSU             | -                | 0,1               |
| -                 | REP             | -                | 0,2               |
| -                 | Freie Sachsen   | -                | 1,1               |
| -                 | FP Deutschlands | -                | 0,1               |
| -                 | Humanwirtschaft | -                | 0,1               |
| -                 | Piraten         | -                | 1,3               |
| -                 | SVP             | -                | 0,3               |

## Wahl 2004
Die Landtagswahl 2004 hatte folgendes Ergebnis:
| Direktkandidat    | Partei     | Erststimmen in % | Zweitstimmen in % |
| ----------------- | ---------- | ---------------- | ----------------- |
| Frank Kupfer      | CDU        | 48,1             | 41,4              |
| René Fröhlich     | PDS        | 30,3             | 25,2              |
| Sören Flach       | SPD        | 8,9              | 9,1               |
| Annegret Scheller | GRÜNE      | 4,5              | 3,2               |
| -                 | NPD        | -                | 11,4              |
| Isabel Siebert    | FDP        | 8,2              | 6,0               |
| -                 | DSU        | -                | 0,6               |
| -                 | PBC        | -                | 0,1               |
| -                 | GRAUE      | -                | 0,6               |
| -                 | BüSo       | -                | 0,2               |
| -                 | AUFBRUCH   | -                | 0,4               |
| -                 | DGG        | -                | 0,3               |
| -                 | Tierschutz | -                | 1,4               |

## Wahl 1999
Die Landtagswahl 1999 hatte folgendes Ergebnis:
| Direktkandidat   | Partei          | Erststimmen in % | Zweitstimmen in % |
| ---------------- | --------------- | ---------------- | ----------------- |
| Frank Kupfer     | CDU             | 54,0             | 55,9              |
| Doris Albrecht   | SPD             | 12,9             | 11,7              |
| Peter Streubel   | PDS             | 22,9             | 22,8              |
| Uwe Narkunat     | GRÜNE           | 2,1              | 1,8               |
| Kerstin Ulrich   | FDP             | 2,1              | 1,2               |
| -                | BüSo            | -                | 0,1               |
| Bernd Biedermann | DSU             | 2,6              | 0,8               |
| -                | GRAUE           | -                | 0,1               |
| Tilo Hegewald    | REP             | 3,4              | 2,4               |
| -                | FP Deutschlands | -                | 0,0               |
| -                | Pro DM          | -                | 1,5               |
| -                | KPD             | -                | 0,1               |
| -                | NPD             | -                | 1,4               |
| -                | FORUM           | -                | 0,1               |
| -                | PBC             | -                | 0,1               |

## Wahl 1994
Die Landtagswahl 1994 hatte folgendes Ergebnis:
| Direktkandidat    | Partei | Erststimmen in % | Zweitstimmen in % |
| ----------------- | ------ | ---------------- | ----------------- |
| Frank Kupfer      | CDU    | 44,7             | 55,5              |
| Inge Stetter      | SPD    | 20,2             | 18,1              |
| Siegfried Reichel | FDP    | 7,0              | 2,4               |
| Bernd Voigtländer | GRÜNE  | 8,0              | 4,5               |
| Lutz Biedermann   | DSU    | 3,7              | 1,2               |
| -                 | REP    | -                | 1,3               |
| -                 | FORUM  | -                | 0,5               |
| Andreas Reich     | PDS    | 16,3             | 16,2              |
| -                 | SP     | -                | 0,3               |

## Bisherige Abgeordnete
Direkt gewählte Abgeordnete des Wahlkreises Torgau-Oschatz waren:
| Jahr | Name         | Partei | Anteil der Erststimmen |
| ---- | ------------ | ------ | ---------------------- |
| 2009 | Frank Kupfer | CDU    | 45,8 %                 |
| 2004 | Frank Kupfer | CDU    | 48,1 %                 |
| 1999 | Frank Kupfer | CDU    | 54,0 %                 |
| 1994 | Frank Kupfer | CDU    | 44,7 %                 |

## Landtagswahlen 1990–2009
Die Ergebnisse der Landtagswahlen seit 1990 im Gebiet des heutigen Wahlkreises Torgau-Oschatz waren (Zweit- bzw. Listenstimmen):
| Partei        | 1990 | 1994 | 1999 | 2004 | 2009 |
| ------------- | ---- | ---- | ---- | ---- | ---- |
| CDU           | 51,7 | 55,6 | 55,9 | 41,4 | 41,6 |
| PDS/Die Linke | 9,6  | 16,1 | 22,8 | 25,2 | 20,4 |
| SPD           | 24,5 | 18,1 | 11,7 | 9,1  | 10,0 |
| NPD           | 0,4  | -    | 1,4  | 11,4 | 8,3  |
| FDP           | 5,8  | 2,4  | 1,3  | 6,0  | 10,6 |
| GRÜNE         | 4,8  | 4,4  | 1,8  | 3,2  | 3,9  |
| Sonstige      | 3,3  | 3,4  | 5,2  | 3,7  | 5,3  |